# Protonemura strumosa
Protonemura strumosa är en bäcksländeart som beskrevs av Tatemi Shimizu 1998. Protonemura strumosa ingår i släktet Protonemura och familjen kryssbäcksländor. Inga underarter finns listade i Catalogue of Life.